# Szent Jakab-út

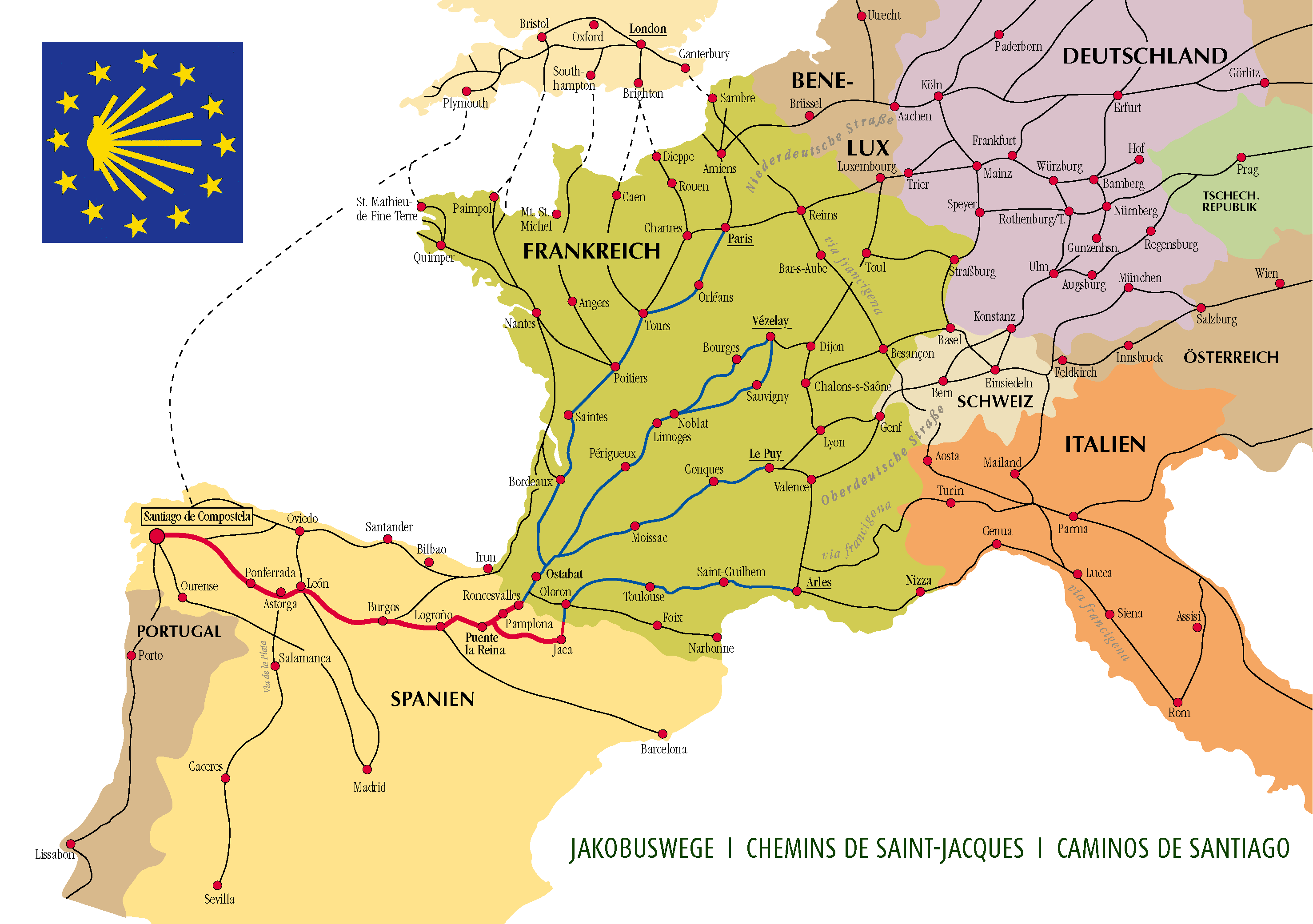
Szent Jakab-út Európában

A Szent Jakab-út (gyakran spanyol neve (Camino de Santiago) után El Caminó-nak is nevezik) ősrégi zarándokút, a kelta időkben a Tejút szimbóluma volt. A mai út Spanyolország Galicia tartományának legnagyobb városába, Santiago de Compostelába vezet. A hagyomány szerint az itteni székesegyházban vannak Idősebb Szent Jakab apostol földi maradványai. A legenda szerint Szent Jakab holttestét hajón hozták Jeruzsálemből – az ottani keresztényüldözés elől – Észak-Spanyolországba. Itt azon a helyen temették el, ahol most Santiago de Compostela található.
Compostelába nemcsak egy kiindulópontból lehet eljutni, viszont az út fő része azonos. A zarándokút jelvénye a fésűkagyló, melyet az út mentén mindenütt felfestve megtalálhatunk. Az út mentén a bencések kórházakat és rendházakat építettek.
Jeruzsálem és Róma után Santiago de Compostela a keresztény zarándoklatok egyik legfontosabb célpontja. A középkortól kezdve, mikor a Szentföldre menő zarándoklatok ellehetetlenültek, a Camino szerepe felértékelődött.
A Szent Jakab-út 1993-tól az UNESCO Világörökség részét képezi.

## Története

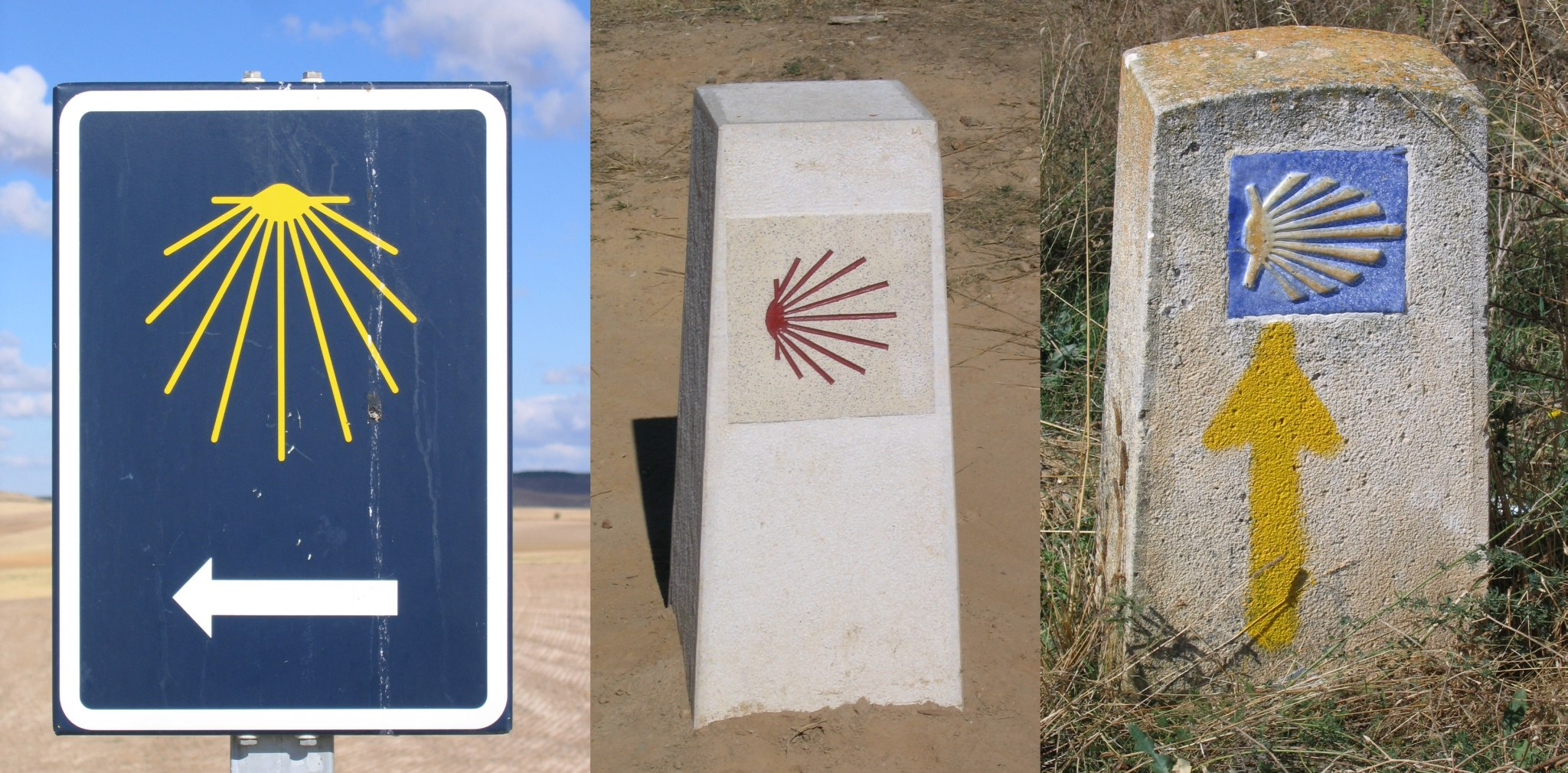
Különféle útjelzők a Caminón

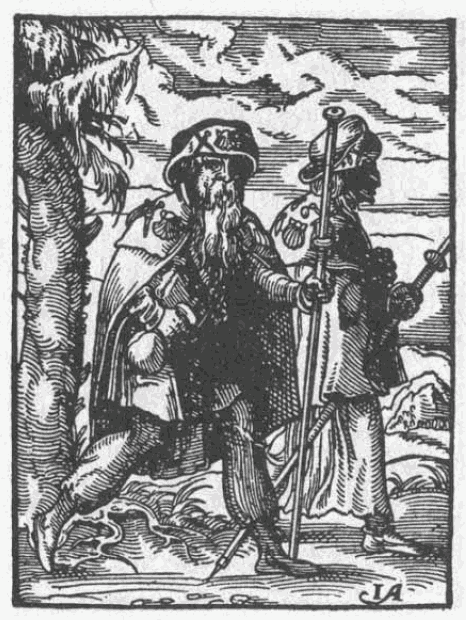
Zarándok a Szent Jakab-úton (1568)

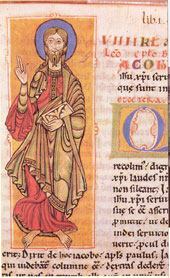
Szent Jakabot ábrázoló részlet a Codex Calixtinusból, Folio 4 recto

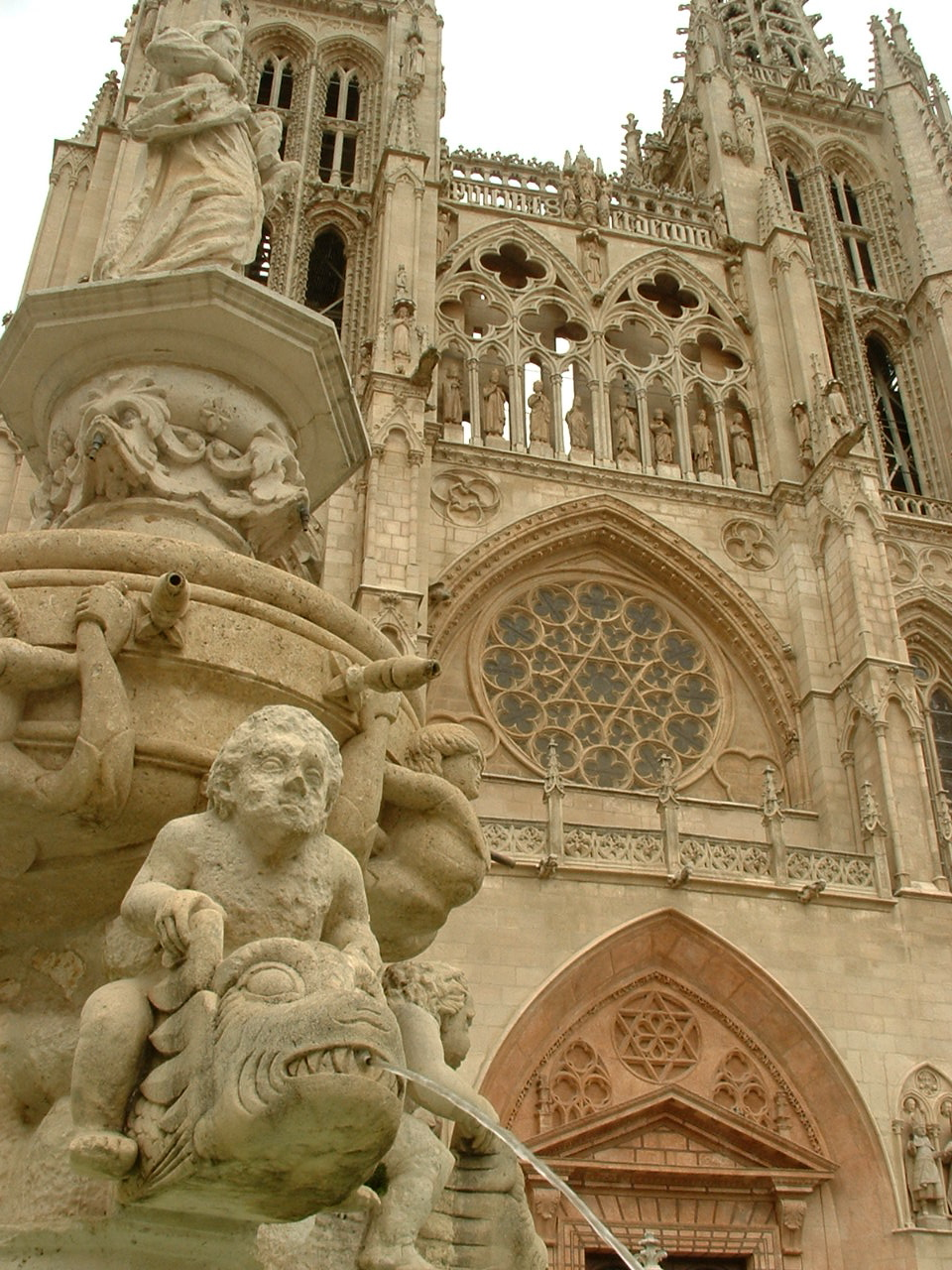
A burgosi székesegyház

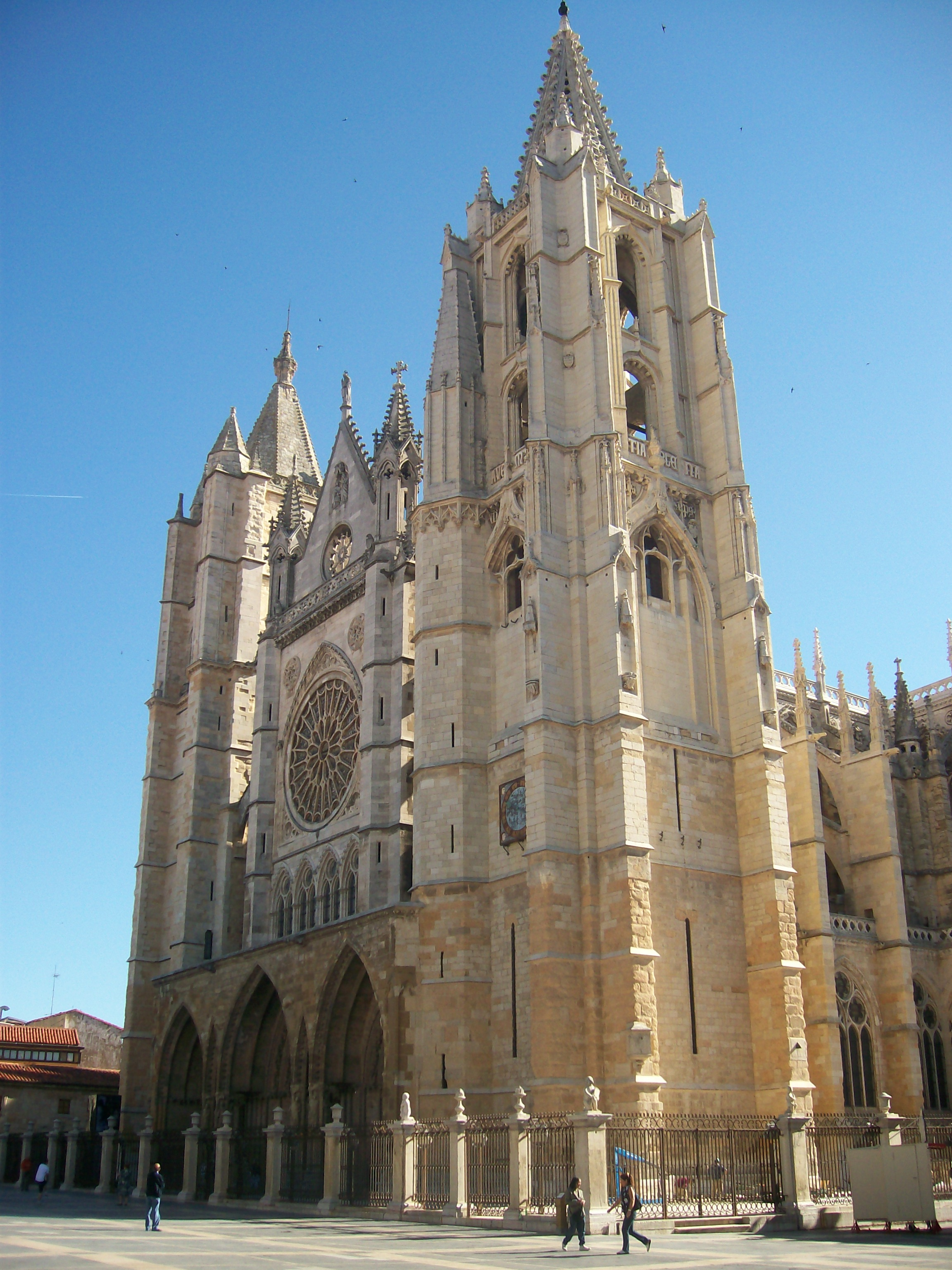
A leóni székesegyház

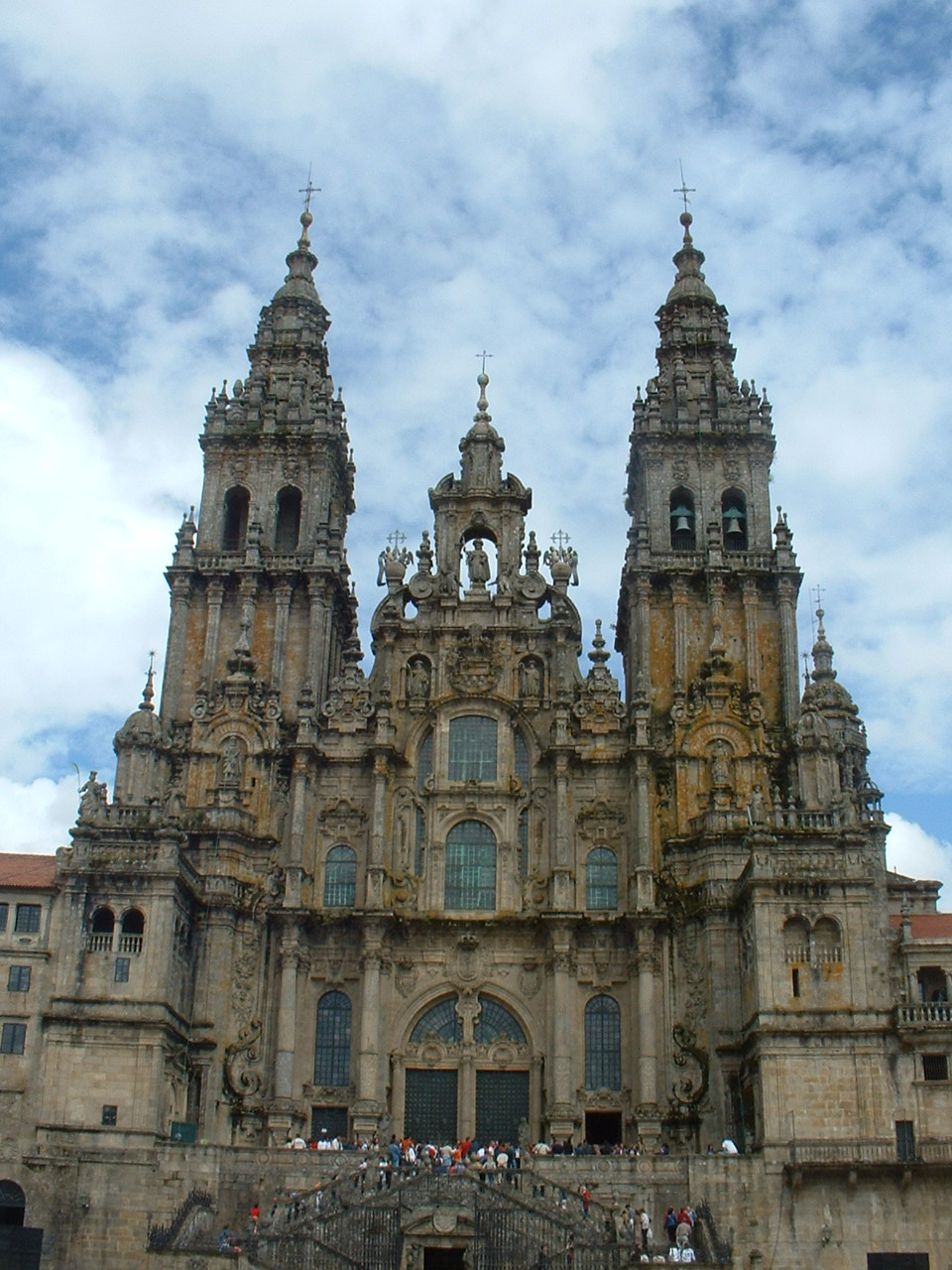
A cél: a bazilika Santiago de Compostelában

- A 11. században már ismert a 13 pihenőhellyel rendelkező zarándokút Composteláig.
- A 12. századra elterjedt a keresztény világban, jelentős zarándokúttá vált.
- 1130–1140 közt készült az Aymeric Picaud francia pap által írt első modern útikönyv, mely négyféle utat különböztet meg, és részletesen beszél az egyes településekről, szállásokról, az út praktikus tudnivalóiról. Ez a könyv később Codex Calixtinus néven vált ismertté, melynek az V. könyvét alkotja.

## Különböző útvonalak
Az említett zarándokkalauz négy fő utat ír le, melyek Hispániában egyesülnek. Az úthálózat valójában ennél bonyolultabb, hiszen az eredeti utakhoz más híres kegyhelyeken átvezető utak is kapcsolódnak. A hagyományos négy út a következő:

### Via Podiensis
Ez az út Le Puy-en-Velay-ban kezdődik, és „főleg a burgundiaiak és a teutonok használták”. Útvonala: Aubrac, Espalion, Estaing, Conques, Figeac, Marcillac, Lectoure, Eauze, Aire-sur-l’Adour, Ostabat-Asme. Itt találkozik a következő két úttal.

### Via Lemovicensis
Vézelaynél indultak el a zarándokok ezen az úton. A további települések, melyeken az út áthaladt: Nevers, Bourges, Déols, Saint-Léonard-de-Noblat, Limoges,Périgueux, La Réole, Bazas, Saint-Sever és Ostabat-Asme.

### Via Turonensis
A negyedik út Tours-on át vezetett, innen kapta a nevét. A Németalföldről és Észak-Franciaországból érkező zarándokok használták. Útvonaluk: Párizs, Longjumeau, Montlhéry, Étampes, Orléans, Tours, Saint-Avertin, Montbazon, Sainte-Catherine-de-Fierbois, Châtellerault, Poitiers, Lusignan, Melle, Saint-Jean-d’Angély, Saintes, Bordeaux, Dax, Ostabat-Asme.
 Ostabatban egyesült az előzőkben leírt három út , és innen együtt vezetett át Saint-Jean-Pied-de-Port után a pireneusokbeli Ibañeta-hágón. A spanyol oldalon az első település Roncesvalles. Ez az út Pamplona (Navarra tartomány) után Puente la Reinánál csatlakozott a Toulouse-ból érkező úthoz.

### Camino Francés
Francia útnak nevezik a már egyesült négy út találkozási pontjától induló utat, mely végigvezet egészen Composteláig. Állomásai: Estella-Lizarra, Los Arcos, Logroño, Nájera, Santo Domingo de la Calzada, Belorado, San Juan de Ortega, Burgos, Frómista, Sahagún, León, Astorga, Ponferrada, Villafranca del Bierzo, O Cebreiro, Sarria, Portomarín, Arzúa, és végül a célpont, Santiago de Compostela.

## Napjaink zarándokai
Ma már nemcsak magukat kifejezetten vallásosnak tartó emberek indulnak el az úton, hanem egyre többen azok is, akik keresnek valamit, keresik önmagukat, keresik különféle kérdéseikre a választ. Az 1980-as évek második felétől kezdve a Szent Jakab-út reneszánszát éli. Az egész világból érkeznek ide zarándokok, hogy a Caminót, vagy annak egy részét végigjárják. 1993-ban július 25-e, Szent Jakab ünnepe vasárnapra esett, ezért ún. Szent év volt. Ebben az esztendőben Galícia tartomány különös figyelmet fordított az útra, elindította a Xacobeo 93 nevű kampányt, melynek keretében számos zarándokszállást, útjelzőt felújítottak. A zarándokok száma az ezredforduló után 50 000 felett volt. A 2004-es szent évben pedig minden addigi rekordot megdöntött, ebben az esztendőben a zarándokok száma már megközelítette a 180 000-et. 2016-ban ez a szám még tovább növekedett, összesen 278 041 vándor érkezett meg Santiago de Compostelába, s állították ki számukra az út teljes vagy részleges megtételét igazoló oklevelet, a Compostelát.

## Zarándokutak Magyarországon
- Szent Jakab-út, 2009 óta létező zarándokút Budapesttől Lébényig, majd Lébénytől az ausztriai Wolfsthalig, ahonnan kapcsolódik az európai Szent-Jakab-úthoz[1]
- Mária-út, az El Camino zarándokút adta a gondolatot a hazai kezdeményezéshez, Mariazelltől Csíksomlyóig és Częstochowától Međugorjéig épül ki a közép-európai zarándokút[2]
- Magyar zarándokút, Esztergomtól Máriagyűdig tart[3]
- Gyöngyök útja (Via Margaritarum) Mariazelltől Mátraverebély-Szentkútig[4]
- Szent Erzsébet-út, Sárospataktól Kassáig minden év pünkösd hétfőjén indul[5]
- Szent Márton-út (Via Sancti Martini), Szombathelyről kiinduló zarándokút négy különböző irányba[6]

## Az oklevél
Minden zarándok, aki az előre meghatározott követelményeknek eleget tesz, latin nyelvű oklevelet kap. A tartalma a következő:
"A compostelai Szent Apostoli és Érseki Egyház káptalanja, aki őrzője a Szent Jakab apostol oltár pecsétjének, ahogy a világ minden tájáról akár áhítatosságból, akár fogadalom okán érkező minden hívő és zarándok számára, akik Szent Jakabnak, a mi apostolunknak és Spanyolország védőszentjének és védelmezőjének a küszöbéhez járulnak a látogatásáról hiteles tanúsítványt állít ki, mindazokkal, akik meg kívánják ezt tekinteni, tudatja, hogy:
XY úr,  
miután az utolsó száz kilométert gyalog vagy lovagolva, avagy az utolsó kétszáz kilométert kerékpáron megtette, eme legszentebb templomot kegyessége okán alázatosan felkereste.
Hittel mindezekben a fent nevezett szent egyház pecsétjével megerősített eme írás neki kiadatik.
Compostela, az Úr X. évében, Y havának Z. napján"

### Egyebek
- Praktikus tanácsok zarándokoknak, sok fotóval
- Személyes úti beszámoló praktikus információkkal
- N95 mobillal készített képek egy paptól
- Szent Jakab-út az UNESCO világörökség honlapján (angolul)
- Kitekintő – Magyarországon az új El Camino
- Mária út, a spirituális turistaút
- Vándorút – The Way, egy film a zarándokútól